# 青海省工商业联合会
青海省工商业联合会，简称青海省工商联，同时称青海省商会，是中国共产党领导的、青海省工商界组成的统战性、经济性、民间性的人民团体和商会组织。